# Pietro Migali
Pietro Migali (Lecce, 1635 – 1715) è stato un compositore e violinista italiano, nonché maestro di cappella.

## Vita
Le informazioni sulla vita di Migali sono scarse, molte di queste sono attingibili dal testamento da lui stesso redatto il 6 settembre 1715.
Nello stesso si legge che rimase orfano del padre Angelo all’età d’anni 22 circa, tuttavia Angelo Migali, marito di Francesca Antonia Redesi, morto di anni 65, il 17 maggio 1669, sepolto in S. Francesco di Paola dimostra che rimase orfano all’età di 35 anni; è plausibile che nell’ultimo periodo di vita Migali avesse difficoltà a ricordare eventi trascorsi da 46 anni. Alla morte del padre diventò il capo famiglia facendosi carico del mantenimento della madre e dei suoi 7 fratelli.
Nelle testimonianze scritte viene sempre menzionato come clerico, era pertanto riconosciuto come membro del clero seppure non avesse preso i voti sarcedotali e non fosse nemmeno diacono. Questo gli consentiva sia di prendere moglie e, soprattutto di avere una rendita che gli permettesse di dedicarsi a tempo pieno alle sue aspirazioni e che definiva come lucrosissima professione di Maestro di Cappella e di Compositore di musica.

## Formazione musicale
Non esistono fonti dirette che documentino la formazione musicale, si sa con certezza che ha frequentato la casa di Diego Personè e che abbia ricevuto una istruzione eminente nella tastatura degli organi, nella Musica, nella Scherma, e nelle arti militari, ma di maniera
Date le sue capacità compositive non riscontrabili in altri compositori pugliesi del ’600 e la forte influenza corelliana, suggeriscono che abbia frequentato gli ambienti romani e che li si sia perfezionato.

## Opere
E dicendo Sonate a tre intendiamo parlare di una delle forme più ampie e concettualmente [sic] difficili del nostro classicismo. Sebbene queste Sonate del Migali hanno ora bisogno della perizia di un trascrittore, per la loro esecuzione, pur tuttavia, nella loro intavolatura, subito risalta la notevole maestria contrappuntistica nell'arte del muovere le parti, del creare la forma, del ricercare la varietà degli atteggiamenti, pur mantenendosi nella severità espressiva dell’epoca.
tre strumenti concertanti sono un primo e secondo violino e violone od arcileuto che oggi verrebbe sostituito dal moderno violoncello. Vi è poi in più la riga dell'Organo che più che far pensare allo strumento liturgico, ci dà tutta l'impressione della parte del basso numerato da realizzarsi al clavicembalo.
Ne ha infatti tutte le caratteristiche essendo scritto per tutta l'opera in forma monodica, con abboabbondante numerazione da servire come scorta per la sua realizzazione. Dal punto di vista tecnico ci troviamo così di fronte un'opera del tipo «concertante» come la maggior parte della letteratura dell'epoca che aveva già dato nello stesso genere le opere immortali di Corelli, Vivaldi ed altri minori.»
(Spezzaferri, László, “Le sonate a tre di Pietro Migali nella Biblioteca musicale salentina”)
- 1696 - Sonate A trè, doi Violini, e Violone, ò Arcileuto, col basso per l'Organo Consegrate all'Illustrissimo Signor D. Carlo Marcelli, Op. 1.